# Dundee United Football Club 2021-2022
Questa voce raccoglie le informazioni riguardanti il Dundee United Football Club nelle competizioni ufficiali della stagione 2021-2022.

## Stagione
- In Scottish Premiership il Dundee United si classifica al 4º posto (48 punti), dietro al Hearts e davanti al Motherwell, qualificandosi così in Conference League.
- In Scottish Cup viene eliminato ai quarti di finale dal Celtic (0-3).
- In Scottish League Cup viene eliminato ai quarti di finale dall'Hibernian (1-3).

## Maglie e sponsor
Il fornitore tecnico per la stagione 2021-2022 è Macron, mentre lo sponsor ufficiale è Eden Mill St. Andrews.
| Casa | Trasferta |

## Rosa
| N. |                        | Ruolo | Calciatore         |
| -- | ---------------------- | ----- | ------------------ |
| 1  | Svizzera (bandiera)    | P     | Benjamin Siegrist  |
| 2  | Scozia (bandiera)      | D     | Liam Smith         |
| 3  | Argentina (bandiera)   | D     | Adrián Spörle      |
| 4  | Scozia (bandiera)      | D     | Charlie Mulgrew    |
| 6  | Scozia (bandiera)      | C     | Kevin McDonald     |
| 7  | Finlandia (bandiera)   | C     | Ilmari Niskanen    |
| 8  | Scozia (bandiera)      | C     | Peter Pawlett      |
| 9  | Scozia (bandiera)      | A     | Marc McNulty       |
| 10 | Scozia (bandiera)      | A     | Nicky Clark        |
| 12 | Inghilterra (bandiera) | D     | Ryan Edwards       |
| 13 | Finlandia (bandiera)   | P     | Carljohan Eriksson |
| 14 | Kosovo (bandiera)      | C     | Florent Hoti       |
| 17 | Scozia (bandiera)      | C     | Archie Meekison    |
| 18 | Inghilterra (bandiera) | C     | Calum Butcher      |

| N. |                        | Ruolo | Calciatore         |
| -- | ---------------------- | ----- | ------------------ |
| 19 | Galles (bandiera)      | C     | Dylan Levitt       |
| 20 | Scozia (bandiera)      | D     | Lewis Neilson      |
| 22 | Scozia (bandiera)      | D     | Kieran Freeman     |
| 23 | Stati Uniti (bandiera) | C     | Ian Harkes         |
| 26 | Scozia (bandiera)      | C     | Chris Mochrie      |
| 29 | Scozia (bandiera)      | D     | Ross Graham        |
| 32 | Scozia (bandiera)      | A     | Tony Watt          |
| 33 | Scozia (bandiera)      | D     | Scott McMann       |
| 46 | Scozia (bandiera)      | C     | Miller Thomson     |
| 52 | Scozia (bandiera)      | C     | Craig Moore        |
| 53 | Scozia (bandiera)      | A     | Rory MacLeod       |
| 58 | Ghana (bandiera)       | C     | Mathew Anim Cudjoe |
| 94 | Francia (bandiera)     | A     | Maxime Biamou      |